# ديدييه بنس
ديدييه بنس (بالإنجليزية: Didier Bence)‏ مواليد 14 أغسطس 1987 في كيبك، كندا، هو ملاكم محترف كندي يصنف ضمن فئة الوزن الثقيل بدأ مسيرته الاحترافية سنة 2011. حقق الميدالية الفضية في الألعاب الفرانكوفونية 2009.

## إحصائيات
خاض خلال مسيرته 13 نزالا، فاز في 10 ولم يتعادل وخسر في 3. فاز بالضربة القاضية في 3 نزالا.

## الميداليات
| الميدالية | المسابقة                    |
| --------- | --------------------------- |
| برونزية   | دورة الألعاب الأمريكية 2007 |
| فضية      | الألعاب الفرانكوفونية 2009  |

## روابط خارجية
- ديدييه بنس على موقع بوكس ريك (الإنجليزية) (registration required)
- ديدييه بنس على موقع اتحاد ألعاب الكومنولث (مؤرشف) (الإنجليزية)